# Gustav Schäfer (roddare)
Gustav Schäfer, född 22 september 1906 i Johanngeorgenstadt, död 12 december 1991 i München, var en tysk roddare.
Schäfer blev olympisk guldmedaljör i singelsculler vid sommarspelen 1936 i Berlin.